# Resolució 399 del Consell de Seguretat de les Nacions Unides
La Resolució 399 del Consell de Seguretat de les Nacions Unides, aprovada el 1 de desembre de 1976 després d'examinar l'aplicació de Samoa per a ser membre de les Nacions Unides, el Consell va recomanar a l'Assemblea general que Samoa fos admesa.